# 罗宾·兰德
罗宾·兰德（英語：Robin Rand，1956年—），美国空军上将，现为美国空军全球打击司令部司令，曾任美国空军教育训练司令部司令、美国第十二航空军司令等职，于2015年7月28日任现职。兰德上将于1979年毕业于空军学院，是拥有超过5000飞行小时的统帅级飞行员，主要飞行F-16战隼战斗机。

## 履历表
| 序号 | 起始       | 终止       | 军衔 | 职务                                                                 | 服役地点                         |
| ---- | ---------- | ---------- | ---- | -------------------------------------------------------------------- | -------------------------------- |
| 1    | 1979年7月  | 1980年7月  |      | 本科生飞行训练                                                       | 亚利桑那州，威廉姆斯空军基地     |
| 2    | 1980年8月  | 1980年12月 |      | 飞行训练，教练机飞行员                                               | 亚利桑那州，威廉姆斯空军基地     |
| 3    | 1981年1月  | 1984年5月  |      | 第82飞行训练中队，教练飞行员                                         | 亚利桑那州，威廉姆斯空军基地     |
| 4    | 1984年5月  | 1984年7月  |      | 战斗机先导训练，教练机飞行员                                         | 新墨西哥州，霍洛曼空军基地       |
| 5    | 1984年8月  | 1985年1月  |      | 第63战术战斗机中队，F16飞行训练，飞行员                              | 佛罗里达州，麦克蒂尔空军基地     |
| 6    | 1985年2月  | 1986年12月 |      | 第612战术战斗机中队，F16飞行员                                       | 西班牙，托雷洪空军基地           |
| 7    | 1986年12月 | 1988年6月  |      | 第1装甲师3旅，空军联络官                                             | 联邦德国，班贝克                 |
| 8    | 1988年7月  | 1988年10月 |      | 第311战术战斗机中队，F16飞行训练，飞行员                             | 亚利桑那州，路克空军基地         |
| 9    | 1988年10月 | 1989年12月 |      | 第432战术战斗机联队，F16飞行考官                                     | 日本，三泽空军基地               |
| 10   | 1990年1月  | 1990年4月  |      | 空军战斗机武器教员课程，F16飞行员                                    | 内布拉斯加州，内利斯空军基地     |
| 11   | 1990年4月  | 1992年7月  |      | 第13战斗机中队，F16武器参谋；第432作战支援中队，武器与战术飞行小队长 | 日本，三泽空军基地               |
| 12   | 1992年8月  | 1994年9月  |      | 美国空军武器学校，F16武器作战参谋                                    | 内布拉斯加州，内利斯空军基地     |
| 13   | 1994年9月  | 1997年7月  |      | 第36战斗机中队，作战参谋、中队长                                     | 韩国，乌山空军基地               |
| 14   | 1997年8月  | 1998年6月  |      | 海军战争学院，学习                                                   | 罗得岛州                         |
| 15   | 1998年6月  | 2000年5月  |      | 联合参谋部战略计划与政策部，政策计划参谋                             | 华盛顿特区，五角大楼             |
| 16   | 2000年5月  | 2001年3月  |      | 第56战斗机联队作战大队，副大队长                                     | 亚利桑那州，路克空军基地         |
| 17   | 2001年4月  | 2003年4月  |      | 美国空军武器学校，校长                                               | 内布拉斯加州，内利斯空军基地     |
| 18   | 2003年5月  | 2004年5月  |      | 第8战斗机联队，联队长                                                | 韩国，群山空軍基地               |
| 19   | 2004年6月  | 2006年6月  |      | 第56战斗机联队，联队长                                               | 亚利桑那州，路克空军基地         |
| 20   | 2006年7月  | 2007年7月  |      | 第322空军远征联队，联队长                                            | 伊拉克，巴拉德空军基地           |
| 21   | 2007年8月  | 2009年8月  |      | 美国国防部长办公室，首席中东政策主任                                 | 华盛顿特区，五角大楼             |
| 22   | 2009年8月  | 2011年11月 |      | 美国空军部长办公室，立法联络主任                                     | 华盛顿特区，五角大楼             |
| 23   | 2011年12月 | 2013年9月  |      | 美国第十二航空军司令，兼南方空军司令                                 | 亚利桑那州，戴维斯-蒙森空军基地  |
| 24   | 2013年10月 | 2015年7月  |      | 美国空军教育训练司令部司令                                           | 德克萨斯州，兰多夫空军基地       |
| 25   | 2006年7月  | 2007年7月  |      | 美国空军全球打击司令部司令                                           | 路易斯安那州，巴克斯代尔空军基地 |